# Дубовский район (Ростовская область)
Ду́бовский райо́н — административно-территориальная единица и муниципальное образование (муниципальный район в составе Ростовской области Российской Федерации.
Районный центр — село Дубовское.

## География
Дубовский район расположен на востоке Ростовской области и граничит на севере с Волгоградской областью и омывается водами Цимлянского водохранилища, на востоке с Заветинским районом, на юге — Зимовниковским и на западе — Волгодонским районами Ростовской области. Площадь территории — 4043,2 км².
Территория района расположена в зоне полупустынной степи. Климат района резко континентальный.

## История
Начало заселения села Дубовского относится к 1786 году.
Дубовский район Сальского округа был образован в 1924 году. В 1931 году был упразднен, территория отошла к Зимовниковскому, Цимлянскому, Калмыцкому и Заветинскому районам, в январе 1935 года вновь создан, в 1963 году упразднялся с передачей территории Зимовниковскому району, а 12 января 1965 года вновь возрожден. С этого момента существует в настоящих границах.

## Население
Динамика численности населения
| 1926  | 1939  | 1959  | 1970  | 1979  | 1989  |
| ----- | ----- | ----- | ----- | ----- | ----- |
| 22045 | 30140 | 22816 | 25797 | 24958 | 25371 |

| 2002    | 2009    | 2010    | 2011    | 2012    | 2013    | 2014    | 2015    | 2016    |
| ------- | ------- | ------- | ------- | ------- | ------- | ------- | ------- | ------- |
| 24 051  | ↘22 482 | ↗22 983 | ↘22 928 | ↘22 656 | ↘22 367 | ↘22 244 | ↘22 079 | ↘21 980 |
| 2017    | 2018    | 2019    | 2020    | 2021    |         |         |         |         |
| ↘21 889 | ↘21 643 | ↘21 264 | ↘21 089 | ↘20 555 |         |         |         |         |

Национальный состав
| Народ                                            | 1939 год чел.   | 2002 год чел.   | 2010 год чел.   |
| ------------------------------------------------ | --------------- | --------------- | --------------- |
| Русские                                          | 28 070 (93,1 %) | 18 790 (78,1 %) | 18 074 (78,3 %) |
| Чеченцы                                          | —               | 1673 (7,0 %)    | 1422 (7,9 %)    |
| Даргинцы                                         | —               | 854 (3,6 %)     | 1116 (4,9 %)    |
| Аварцы                                           | —               | 495 (2,1 %)     | 495 (2,2 %)     |
| Армяне                                           | —               | 434 (1,8 %)     | 460 (2,0 %)     |
| Украинцы                                         | 538 (1,8 %)     | 505 (2,1 %)     | 346 (1,6 %)     |
| Калмыки                                          | 655 (2,2 %)     | —               | —               |
| Показаны народы c численностью более 300 человек |                 |                 |                 |

По итогам переписи населения 2020 года проживали следующие национальности (национальности менее 0,1 % и другое см. в сноске к строке «Другие»):
| Национальность | Численность, чел. | Доля     |
| -------------- | ----------------- | -------- |
| Русские        | 15 045            | 73,85 %  |
| Чеченцы        | 2111              | 10,36 %  |
| Даргинцы       | 1491              | 7,32 %   |
| Аварцы         | 557               | 2,73 %   |
| Армяне         | 395               | 1,94 %   |
| Турки          | 90                | 0,44 %   |
| Украинцы       | 90                | 0,44 %   |
| Татары         | 67                | 0,33 %   |
| Ингуши         | 67                | 0,33 %   |
| Азербайджанцы  | 60                | 0,29 %   |
| Другие         | 400               | 1,97 %   |
| Итого          | 20 373            | 100,00 % |

## Муниципально-территориальное устройство
В Дубовском районе 50 населённых пунктов в составе 13 сельских поселений:
| №  | Сельские поселения                  | Админ. центр        | Количество населённых пунктов | Население | Площадь, км² |
| -- | ----------------------------------- | ------------------- | ----------------------------- | --------- | ------------ |
| 1  | Андреевское сельское поселение      | станица Андреевская | 8                             | ↘1378     | 387,40       |
| 2  | Барабанщиковское сельское поселение | хутор Щеглов        | 6                             | ↘1003     | 323,47       |
| 3  | Вербовологовское сельское поселение | хутор Вербовый Лог  | 4                             | ↘1297     | 396,85       |
| 4  | Весёловское сельское поселение      | хутор Весёлый       | 3                             | ↘1086     | 238,44       |
| 5  | Гуреевское сельское поселение       | хутор Гуреев        | 4                             | ↘982      | 326,65       |
| 6  | Дубовское сельское поселение        | село Дубовское      | 2                             | ↘8278     | 108,88       |
| 7  | Жуковское сельское поселение        | станица Жуковская   | 4                             | ↘1738     | 300,68       |
| 8  | Комиссаровское сельское поселение   | хутор Сиротский     | 4                             | ↗1352     | 367,72       |
| 9  | Малолученское сельское поселение    | станица Малая Лучка | 4                             | ↘786      | 376,34       |
| 10 | Мирненское сельское поселение       | хутор Мирный        | 1                             | ↗592      | 384,80       |
| 11 | Присальское сельское поселение      | хутор Присальский   | 4                             | ↗817      | 396,23       |
| 12 | Романовское сельское поселение      | хутор Романов       | 3                             | ↘693      | 92,51        |
| 13 | Семичанское сельское поселение      | хутор Семичный      | 3                             | ↗968      | 297,12       |

| №  | Населённый пункт | Тип     | Население | Муниципальное образование           |
| -- | ---------------- | ------- | --------- | ----------------------------------- |
| 1  | Агрономов        | хутор   | 158       | Вербовологовское сельское поселение |
| 2  | Адьянов          | хутор   | ↘264      | Весёловское сельское поселение      |
| 3  | Алдабульский     | хутор   | 225       | Малолученское сельское поселение    |
| 4  | Андреевская      | станица | 825       | Андреевское сельское поселение      |
| 5  | Баклановская     | станица | 162       | Малолученское сельское поселение    |
| 6  | Вербовый Лог     | хутор   | 1042      | Вербовологовское сельское поселение |
| 7  | Верхний Жиров    | хутор   | 73        | Барабанщиковское сельское поселение |
| 8  | Весёлый          | хутор   | 730       | Весёловское сельское поселение      |
| 9  | Гуреев           | хутор   | 844       | Гуреевское сельское поселение       |
| 10 | Дальний          | хутор   | 113       | Присальское сельское поселение      |
| 11 | Донской          | хутор   | 90        | Романовское сельское поселение      |
| 12 | Дубовское        | село    | ↗8544     | Дубовское сельское поселение        |
| 13 | Ериковский       | хутор   | 550       | Дубовское сельское поселение        |
| 14 | Жуковская        | станица | 1292      | Жуковское сельское поселение        |
| 15 | Ивановка         | хутор   | 64        | Андреевское сельское поселение      |
| 16 | Калинин          | хутор   | 20        | Гуреевское сельское поселение       |
| 17 | Королёв          | хутор   | 92        | Вербовологовское сельское поселение |
| 18 | Кравцов          | хутор   | 39        | Барабанщиковское сельское поселение |
| 19 | Кривский         | хутор   | 86        | Малолученское сельское поселение    |
| 20 | Крюков           | хутор   | 49        | Барабанщиковское сельское поселение |
| 21 | Кудинов          | хутор   | 112       | Андреевское сельское поселение      |
| 22 | Куропатин        | хутор   | 70        | Присальское сельское поселение      |
| 23 | Кут-Кудинов      | хутор   | 121       | Андреевское сельское поселение      |
| 24 | Ленина           | хутор   | 42        | Семичанское сельское поселение      |
| 25 | Лесной           | хутор   | 141       | Барабанщиковское сельское поселение |
| 26 | Лопатин          | хутор   | 78        | Гуреевское сельское поселение       |
| 27 | Малая Лучка      | станица | ↘475      | Малолученское сельское поселение    |
| 28 | Минаев           | хутор   | 128       | Вербовологовское сельское поселение |
| 29 | Мирный           | хутор   | ↗592      | Мирненское сельское поселение       |
| 30 | Моисеев          | хутор   | 134       | Романовское сельское поселение      |
| 31 | Назаров          | хутор   | 94        | Барабанщиковское сельское поселение |
| 32 | Новогашунский    | хутор   | 214       | Весёловское сельское поселение      |
| 33 | Новосальский     | хутор   | 135       | Андреевское сельское поселение      |
| 34 | Овчинников       | хутор   | 311       | Жуковское сельское поселение        |
| 35 | Подгоренская     | станица | 265       | Жуковское сельское поселение        |
| 36 | Присальский      | хутор   | 595       | Присальское сельское поселение      |
| 37 | Пятилетка        | хутор   | 81        | Присальское сельское поселение      |
| 38 | Романов          | хутор   | 545       | Романовское сельское поселение      |
| 39 | Сал-Адьянов      | хутор   | 8         | Андреевское сельское поселение      |
| 40 | Семичный         | хутор   | 934       | Семичанское сельское поселение      |
| 41 | Сиротский        | хутор   | 10        | Андреевское сельское поселение      |
| 42 | Сиротский        | хутор   | 944       | Комиссаровское сельское поселение   |
| 43 | Снежный          | хутор   | 121       | Комиссаровское сельское поселение   |
| 44 | Советский        | хутор   | 107       | Гуреевское сельское поселение       |
| 45 | Тюльпанный       | хутор   | 103       | Комиссаровское сельское поселение   |
| 46 | Харсеев          | хутор   | 69        | Жуковское сельское поселение        |
| 47 | Холостонур       | хутор   | 144       | Комиссаровское сельское поселение   |
| 48 | Щеглов           | хутор   | 710       | Барабанщиковское сельское поселение |
| 49 | Эркетиновская    | станица | 343       | Андреевское сельское поселение      |
| 50 | Яблочный         | хутор   | 47        | Семичанское сельское поселение      |

## Экономика
Основная часть населения района занята в сельскохозяйственном производстве. Оно предоставлено 12 СПК и ЗАО, 284 крестьянскими (фермерскими) хозяйствами. Из перерабатывающей промышленности имеется элеватор, 5 мельниц, 2 колбасных цеха, 8 пекарен, цех по производству макаронных изделий, 2 рыбных цеха.
Животноводческая отрасль на территории района представлена основными видами сельскохозяйственных животных (крупный рогатый скот, свиньи, овцы, козы, лошади, птица).

## Достопримечательности
- Цимлянское водохранилище площадью 2702 км² на северо-западе района привлекает множество отдыхающих; на водохранилище имеются пляжи, базы отдыха, кемпинги, гостевые дома, рыболовные базы.
- Районный музей краеведения в станице Жуковской. Коллекция музея насчитывает более двух тысяч экспонатов. Основная часть экспозиции рассказывает об истории района с XVII века, однако имеются некоторые уникальные экспонаты хазарского периода на Дону[30].
- Памятник-мемориал жертвам фашизма около хутора Ериковского установлен на месте молочно-товарной фермы колхоза имени Карла Маркса, где в период оккупации (с августа 1942 года по 1 января 1943 года) располагался лагерь советских военнопленных. Здесь же находится массовое захоронение. Историки и археологи насчитали 18 траншей, в каждой из которых покоится приблизительно до 1000 человек. Сейчас на этом месте мемориал с надписью: «1942. Памяти жертв концлагеря. Советским воинам». Памятник представляет собой белоснежную скульптурную композицию, изображающую замученных советских солдат, которая возвышается над забором, огораживающим колючей проволокой небольшое поле. Монумент выполнен по проекту ленинградских скульпторов М. Ш. Цхададзе и Ю. А. Степанюка. Открытие мемориала состоялось 9 мая 1987 года. Рядом с мемориалом в этот же день был заложен парк Памяти[31].
- Памятник братская могила воинам Красной армии в селе Дубовское (пл. Павших Борцов).
- Памятник «Жертвам фашизма» в хуторе Ериковский.
- Памятник воинам Красной армии в хуторе Гуреев.
- Памятник С. М. Кирову в селе Дубовское.
- Памятник павшим воинам на братской могиле в селе Дубовское.
- Стела на мемориале памяти жертв концлагеря в селе Дубовское.
- Братская могила на старом кладбище и памятник-обелиск в селе Дубовское.
- Братская могила воинов, павших в годы Великой Отечественной войны, в сквере железнодорожного вокзала в селе Дубовское.
- Братская могила павших в годы Великой Отечественной войны и памятник на старом кладбище села Дубовское[32].
- Церковь Владимирской иконы Божией Матери в с. Дубовское. Построена в 1991 году[33].
- Мемориал и стела Героев Дубовки в селе Дубовское. На постаменте мемориала установлена фигура воина с автоматом в правой руке и каской в согнутой левой руке. Сбоку от памятника установлены доски с барельефами участников Великой Отечественной войны, сзади установлены доски с именами погибших земляков в годы войны[34].

## Археология
Памятники археологии Дубовского района:
- Поселение «Яблочная Балка», поселение «Дубовское», Курган «Вербовый Лог II» и др.

Всего в районе находится 284 памятника археологии.
- Памятники В. И. Ленину установлены в селах Андреевская, Вербовый лог, Веселый, Гуреев, Дубовское[35].

Мифологическое оформление сосудов из кургана 14 Подгорненского IV могильника на Нижнем Дону (берег Цимлянского водохранилища), Коцкого городка около села Кондинского в низовьях Оби, Надь-Сент-Миклоша, Краснодара и Кип-III в лесном Прииртышье позволяет признать их атрибутами обрядовых действий. Они применялись, видимо, в обрядах, прямо связанных с их символикой: в дни весеннего и осеннего равноденствий, летнего и зимнего солнцестояния.

## Люди, связанные с районом
В Дубовском районе родилось семеро Героев Советского Союза:
- Анисимов, Василий Кондратьевич,
- Егоров, Александр Петрович,
- Потапов, Михаил Феофанович,
- Рыбальченко, Семён Васильевич,
- Самохин, Павел Александрович,
- Самохин, Пётр Филатьевич,
- Фак, Фёдор Кузьмич.